# هم‌نیا
Hamwāde (به انگلیسی: Sibling) یا همشیره کسانی هستند که با هم حداقل یک والد مشترک دارند. هم‌نیای مرد، برادر و هم‌نیاهای زن خواهر نامیده می‌شوند. در اغلب جوامع در سراسر جهان، معمولاً هم‌نیاها در یک خانواده و در کنار هم دوران کودکی را می‌گذرانند.

## خواهر
خواهر یکی از نسبت‌های خانوادگی است و به فرد مونثی (غیر از خود فرد) که فرزند پدر و مادرش باشد گفته می‌شود.
در افغانستان داشتن پدری واحد برای خواهر بودن کفایت می‌کند. با این تعریف به دختری از مادر واحد ولی از پدر متفاوت خواهر ناتنی گفته می‌شود.
در ایران به فرزندان یک پدر و دو مادر نیز ناتنی گفته می‌شوند. در ایران به خواهر، آبجی هم گفته می‌شود.
در جوامعی چون هند به دختر عمو، دختر عمه، دختر دایی و دختر خاله نیز خواهر گفته می‌شود.

## برادر

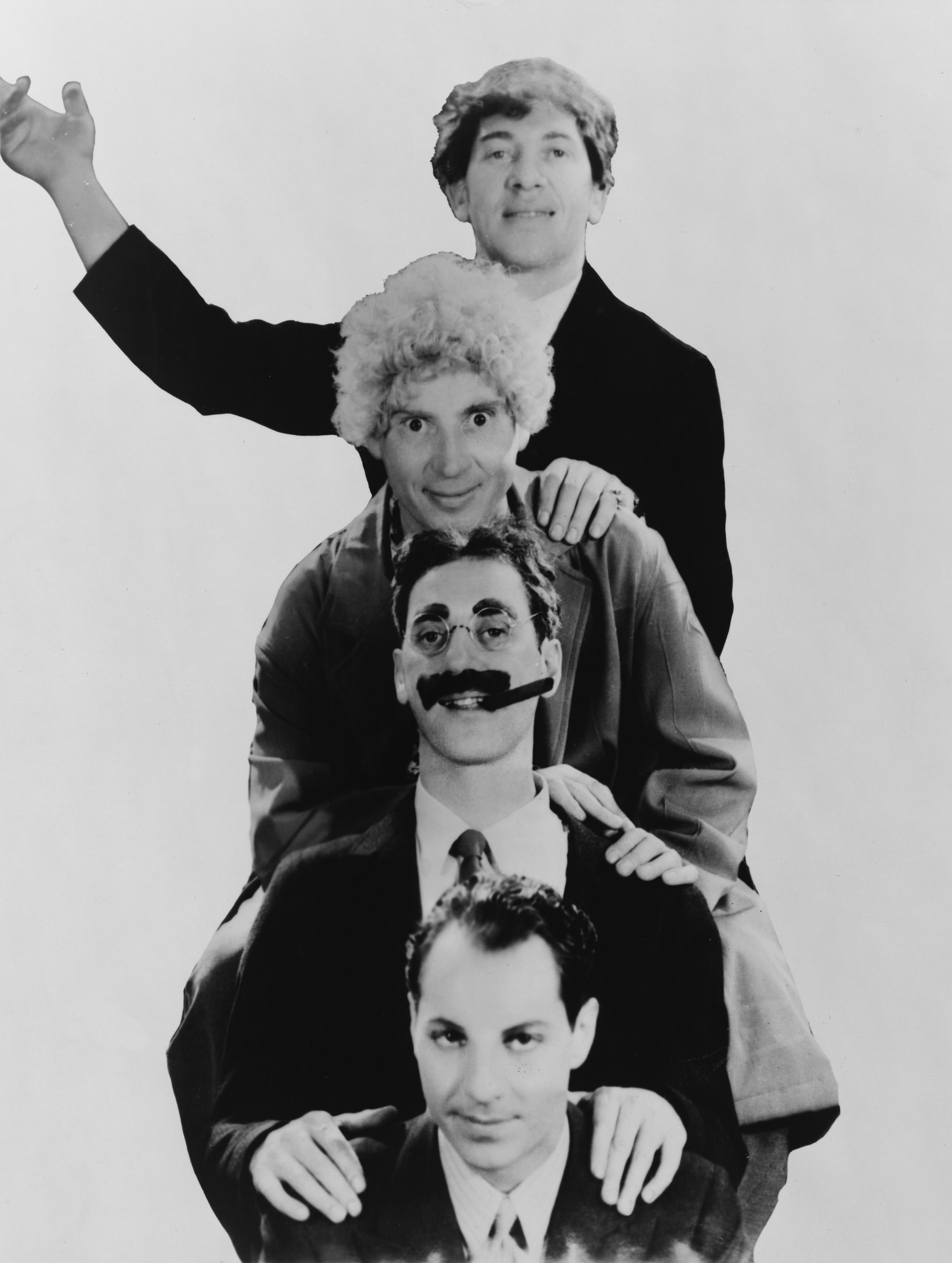
برادران مارکس، گروه کمدین‌ها

برادر یا داداش یکی از نسبت‌های خانوادگی است و به فرد مذکری (غیر از خود فرد) که فرزند پدر و مادرش باشد گفته می‌شود.
در افغانستان داشتن پدری واحد برای برادر بودن کفایت می‌کند. با این تعریف به پسری از مادر واحد ولی از پدر متفاوت برادر ناتنی گفته می‌شود.
در ایران به فرزندان یک پدر و دو مادر نیز ناتنی گفته می‌شوند. در ایران به برادر، داداش یا اخوی هم گفته می‌شود.
در جوامعی چون هند به پسر عمو، پسر عمه، پسر دایی و پسر خاله نیز برادر گفته می‌شود.

## هم‌نیای ناتنی
یک برادر و خواهر ناتنی در تنها پدر یا مادر با هم مشترکند؛ مثلاً اگر فردی دو بار ازدواج کرده و از هر ازدواجش یک فرزند دارد، آن دو فرزند با هم برادر یا خواهر ناتنی محسوب می‌شوند. هم‌نیاهای ناتنی به‌طور متوسط۵۰٪ به همدیگر مرتبطند.